# 旅立つ想い
「旅立つ想い」（たびだつおもい）は、南こうせつの6枚目のシングル。1979年9月25日にパナムレコードから発売された。

## 解説
A面の「旅立つ想い」は、同年発売のアルバム『旅立てばそこから男』からの先行シングル。テレビドラマ『ご近所の星』主題歌に起用された。
B面の「ゆっくりゆうやけ こっくりこやけ」はアルバム未収録だったが、2009年に発売された『ポロシャツの頃〜青春のとりこぼし〜』に、再録音されたものが収録された。
ジャケットには上半身裸のこうせつの写真が使われており、みうらじゅんの『VOWでやんす!』やテレビ番組「これが日本のベスト100」（2003年1月19日放送）でもネタにされた。なお、同様の写真は本作の2年前にリリースされた『夏の少女』でも用いられている。

## 収録曲
（全作詞:喜多条忠、作曲:南こうせつ）
1. 旅立つ想い
2. ゆっくりゆうやけ こっくりこやけ

## 収録アルバム
| 曲名       | アルバム               | 発売日        | 備考                  |
| ---------- | ---------------------- | ------------- | --------------------- |
| 旅立つ想い | 『旅立てばそこから男』 | 1979年11月5日 | 6thオリジナルアルバム |